# Gyakuten Kenji 2
Ace Attorney Investigations 2: Prosecutor's Gambit (逆転検事2?  "Helomvändningsåklagare 2") är ett peka-och-klicka-äventyrsspel som utvecklades och släpptes av Capcom den 3 februari 2011 till Nintendo DS. Det är det sjätte spelet i Ace Attorney-serien, och är en direkt uppföljare till Ace Attorney Investigations: Miles Edgeworth. Spelet släpptes officiellt utanför Japan den 6 september 2024 som en del av Ace Attorney Investigations Collection.

## Gameplay
Se även: Gameplay i Ace Attorney Investigations: Miles Edgeworth
Gameplayen liknar till stor del den i föregångaren Ace Attorney Investigations: Miles Edgeworth: Spelaren, som ikläder sig rollen som åklagare Miles Edgeworth, undersöker brottsplatser, intervjuar och debatterar med vittnen, och drar slutsatser utifrån information som har samlats in.
Ett nytt gameplayelement är Mind Chess (sv. "Mindschack"), ett läge som går på tid, där Edgeworth försöker få mer information från andra figurer. Efterhand som han får den andra figuren att berätta mer kan han gå tillbaka till tidigare samtalsämnen och argumentera med hjälp av den nya informationen. Spelläget presenteras som ett parti schack, där argumenten representeras av stora, svävande schackpjäser som dramatiskt kolliderar med varandra i takt med att Edgeworth och den andra figuren debatterar.

## Synopsis

### Struktur
Spelets handling är indelad i fem kapitel, kallade "turnabouts" (sv. "helomvändningar"; ja. 逆転, "gyakuten"); i varje sådan finns ett brottsfall som spelarfiguren Miles Edgeworth utreder. Dessa utspelar sig under loppet av lite mindre än två veckor, mellan den 25 mars och 6 april 2019, och spelas i en bestämd och kronologisk ordning (med undantag för tillbakablickarna i "Turnabout Legacy" som utspelar sig den 24-25 december 2000).

### Handling
Turnabout Trigger
Åklagare Miles Edgeworth utreder tillsammans med sin assistent Kay Faraday och detektiv Dick Gumshoe ett mordförsök på president Di-Jun Wang som är på besök från sitt hemland Zheng Fa. Det visar sig att även om mordförsöket på Wang misslyckades så blev Bastian Rook, Wangs främste livvakt, mördad. Även detta utreds, och det visar sig att det var Wangs andra livvakt, Bronco Knight, som mördade Rook för att kunna ta över dennes plats som Wangs främste livvakt. Dock så var mordförsöket på Wang bara ett iscensatt sådant, som Knight och Wang planerade utföra för att frambringa sympati för, och öka populariteten för, Wang i Zheng Fa; Ou och Knight försöker sätta dit journalisten Tabby Lloyd för mordet och mordförsöket, men Edgeworth lyckas bevisa hennes oskuld.
The Captive Turnabout
Edgeworth planeras vara åklagare i fallet med Knights mord på Rook, men på kvällen innan rättegången hittas Knight död i fängelset. Knights vän Simeon Saint, en djurtränare på Berry Big Circus, misstänks ha mördat honom. Edgeworth ska just börja utreda fallet när domare Verity Gavèlle dyker upp och berättar att den unge och inkompetente åklagaren Eustace Winner har blivit tilldelad fallet, och att Edgeworth därmed inte har rätt att undersöka brottsplatsen. För att ändå kunna utreda brottet blir Edgeworth assistent till Eddie Fender, en försvarsadvokat på Edgeworths fars advokatbyrå, som åtar sig fallet.
Flera fångar på fängelset misstänks, däribland Frank Sahwit (som var den skyldige i det första fallet i spelserien), den före detta boxaren Rocco Carcerato och den blinde pensionerade lönnmördaren Bodhidharma Kanis, men det visar sig till slut vara fängelsedirektör Fifi Laguarde som mördade Knight. Hon gjorde detta som självförsvar i tron att Kanis hade skickat Knight till fängelset för att mörda henne. Då fallet är löst släpps den tidigare misstänkte Saint fri, men domare Gavèlle varnar Edgeworth att inte försöka hitta kryphål i reglerna för att utreda fall han inte har rätt till, och säger att han riskerar att bli av med sin advokatlicens om det fortsätter.
Turnabout Legacy
I det tredje fallet tar Eddie Fender med Miles Edgeworth till ett konstgalleri där Artie Frost hade blivit mördad och den kända tv-kocken Samson Tangaroa anklagades för mordet. Gregory Edgeworth (Miles Edgeworths far) och Eddie Fender försvarar Samson Tangaroa. Efter att Manfred Von Karma förfalskat obduktionsrapporten och hotat Tangaroa till att erkänna medhjälp till mordet. Manfred Von Karma blev dock reprimerad för förfalskningen och mördade därför Gregory Edgeworth för att sedan adoptera Miles Edgeworth. Mitt under det hela blev Carmelo Gusto förgiftad. Det visar sig sedan att Gusto mördade Artie Frost och Judy Bound, hans dotter, försökte förgifta Gusto för att hämnas Tangaroas fall.
Gusto erkände mordet eftersom han trodde det var preskriberat, men Edgeworth lyckades bevisa att så var inte fallet.
Fender försäkrade Gregory Edgeworths själ att Tangaroa var frikänd.
The Forgotten Turnabout
The Grand Turnabout

### Huvudfigurer
Se även: Lista över rollfigurer i Ace Attorney
Miles Edgeworth (御剣怜侍 Mitsurugi Reiji?)Edgeworth är en åklagare, och spelarfiguren i spelet. Han röstskådespelas av Tatsuro Iwamoto.
Kay Faraday (一条美雲 Ichijō Mikumo?)Kay är den andra innehavaren av titeln Yatagarasu - en "stor tjuv" som "stjäl sanningen" - och hjälper Edgeworth under hans utredningar. I spelets trailer röstskådespelas hon av Ayumi Fujimura.
Dick Gumshoe (糸鋸圭介 Itonokogiri Keisuke?)Gumshoe är en detektiv som främst arbetar tillsammans med Edgeworth. I spelets trailer röstskådespelas han av Kōji Ishii.
Eustace Winner (一柳 弓彦 Ichiyanagi Yumihiko?)Eustace är en ung, nybliven och inkompetent åklagare med stort självförtroende som utreder brott tillsammans med Gavèlle.
Verity Gavèlle (水鏡秤 Mikagami Hakari?)Gavèlle är en domare och medlem av Committee for Prosecutorial Excellence (C.P.E), och utreder brott tillsammans med Eustace.
Eddie Fender (信楽 盾之 Shigaraki Tateyuki?)Fender är en försvarsadvokat, och driver advokatbyrån Edgeworth and Co. Law Offices. När dess förre ägare Gregory Edgeworth var vid liv var Fender hans assistent, och utredde brott tillsammans med honom.
Gregory Edgeworth (御剣 信 Mitsurugi Shin?)Gregory var Miles Edgeworths far, och var en försvarsadvokat på sin advokatbyrå Edgeworth and Co. Law Offices tills sin död 2001.

## Utveckling
Prosecutor's Gambit avslöjades först i speltidningen Famitsu i början av september 2010, följt av ett officiellt tillkännagivande av Capcom. Spelet visades upp i Capcoms monter på 2010 års Tokyo Game Show. Spelet släpptes också i två speciella bundlingar i Japan: En "Extended Edition" med en figurin föreställande Miles Edgeworth, och en "Limited Edition" som även inkluderade en kampanj-DVD och ett orkestrerat soundtrack.

### Internationell utgivning
Christian Svensson från Capcom sade i mars 2011 att det för tillfället inte fanns några planer att släppa spelet utanför Japan. I en intervju med Siliconera den 9 december 2011, sade Svensson att det finns en möjlighet att släppa Gyakuten Kenji 2 digitalt, som ett nedladdningsbart spel, men sade också att han inte kunde säga att det definitivt skulle hända, och att det talas internt om hur Capcom ska bemöta Ace Attorney-seriens fans.
I januari 2012, i en direktsänd "frågor och svar"-video, sade Svensson åter igen att han inte hade gett upp med att försöka få Gyakuten Kenji 2 utgivet i väst, och att han var "försiktigt optimistisk" om att Gyakuten Kenji 2 kommer släppas i väst i någon form någon gång i framtiden. Mars samma år sade han att en engelskspråkig variant av spelet var en öppen diskussionsfråga på Capcom, och att han hoppades att "fansen fortfarande är tålmodiga".
I augusti 2012 sade en Capcom-anställd att om Phoenix Wright: Ace Attorney HD Trilogy (en IOS-remake av de tre första Ace Attorney-spelen) blir en succé, kommer chansen att Gyakuten Kenji 2 släpps internationellt öka.

### Fanöversättning
Då Capcom valde att inte ge ut Gyakuten Kenji 2 utanför Japan, började ett antal fans att utveckla översättningar på egen hand, både på engelska och franska, under namnen "Ace Attorney Investigations: Miles Edgeworth: Prosecutor's Path" respektive "Ace Attorney Investigations 2 : Benjamin Hunter". En första patch med en engelskspråkig översättning av spelets första två fall släpptes den 16 september 2013, en för det tredje fallet den 8 mars 2014, och en för de två sista fallen den 15 juni 2014.

## Mottagande
Under den första veckan efter att det släpptes var Gyakuten Kenji 2 det bäst säljande spelet på alla plattformar i Japan, med mer än 132 000 sålda exemplar.